# Antonia Marie de Oviedo y Schönthal
Antonia Marie de Oviedo y Schönthal (Lausanne, 16 mars 1822 - Ciempozuelos, 28 février 1898) est une religieuse espagnole fondatrice des oblates du Très Saint Rédempteur reconnue vénérable par l'Église catholique. 

## Biographie
Elle naît à Lausanne en 1822 d'un père espagnol et d'une mère suisse. Après la mort de son père, elle poursuit son éducation à Fribourg. À l'âge de 16 ans, elle se rend à Genève pour être l'éducatrice de l'aînée des marquis de la Romana. Elle voyage avec cette famille à Milan et Florence. Elle parle déjà couramment le français, l'espagnol, l'allemand et l'anglais, et apprend aussi l'italien et le latin. En 1848, elle devient gouvernante des filles de la reine Marie-Christine de Bourbon et du duc de Riansares. Après avoir terminé sa tâche éducative avec le mariage de la plus jeune en 1860, elle fixe sa résidence à Rome.
À Rome, elle se consacre totalement à l'étude et à l'écriture. Elle a une relation épistolaire avec José María Benito Serra, évêque auxiliaire du diocèse de Perth. En 1863, elle se rend en Espagne pour rendre visite à sa famille paternelle et rencontre à nouveau Serra, qui soigne les malades à l'hôpital ; il est aussi ému de voir le sort des femmes victimes de la prostitution qui ne peuvent quitter leur situation lorsqu'elles sortent de l'hôpital. Pour cette raison, il demande à Antonia de l'aider à créer un foyer pour les accueillir.
Ensemble ils ouvrent en 1864 un asile à Ciempozuelos. Pour gérer l'œuvre, on la confie aux franciscaines missionnaires de la Mère du Divin Pasteur mais elles doivent l'abandonner peu après. Mgr Serra et Antonia Marie fondent alors la congrégation des oblates du Très Saint Rédempteur le 2 février 1870 spécialement vouée à la 	réhabilitation et réinsertion des prostituées. La fondatrice prend le nom d'Antonia Marie de la Miséricorde. Après 34 ans dédié à l'accompagnement des femmes victimes de la prostitution, elle décède le 28 février 1898 à Ciempozuelos, dans la maison-mère de la congrégation. Elle est reconnue vénérable le 7 juillet 1962 par Jean XXIII.